# Пасил
Пасил (Пассал) — река в России, протекает в Томской области. Устье реки находится в 112 км по правому берегу реки Васюган. Длина реки составляет 76 км.

## Бассейн
- 6 км: река без названия
- 20 км: Мелкий
- 46 км: Прямой
- 60 км: Развилок
  - 3 км: Каверзный

## Данные водного реестра
По данным государственного водного реестра России относится к Верхнеобскому бассейновому округу, водохозяйственный участок реки — Васюган, речной подбассейн реки — Васюган. Речной бассейн реки — (Верхняя) Обь до впадения Иртыша.